# Карулли, Фердинандо
Фердина́ндо Кару́лли (итал. Ferdinando Carulli, полное имя Фердинандо Мария Меинрадо Франческо Паскале Розарио Карулли — Ferdinando Maria Meinrado Francesco Pascale Rosario Carulli; 9 февраля 1770, Неаполь, Неаполитанское королевство — 14 февраля 1841, Париж, Франция) — итальянский классический гитарист, композитор и педагог, автор первого в истории полного пособия для обучения игре на этом инструменте. Считается одним из первых сольных исполнителей на классической гитаре.

## Биография
Карулли родился в богатой семье, в детстве обучался игре на виолончели у местного священника, однако в возрасте шестнадцати лет заинтересовался гитарой и начал самостоятельно её осваивать. Разработав собственный стиль исполнения, Карулли через некоторое время достиг значительных успехов и начал давать концерты в Неаполе, вскоре заслужив славу лучшего гитариста Италии. В 1801 году музыкант женится на француженке и уезжает в Париж, где продолжает активную концертную и композиторскую деятельность. Музыкальные критики писали, что Карулли был первым музыкантом, открывшим для парижской публики возможности гитары как серьёзного концертного инструмента. В 1800-х — 1810-х годах Карулли много сочинял (в основном, для гитары), его произведения пользовались большой популярностью и были изданы в Аугсбурге, Вене, Гамбурге, Милане и других городах.
В 1811 году композитор заканчивает «Полную школу игры на гитаре» — первое в истории крупное учебное пособие такого рода. «Школа» была переиздана во Франции и за рубежом и быстро стала весьма популярной (она до сих пор используется многими гитаристами как начальное учебное пособие). В качестве исполнителя у Карулли практически не было конкурентов, кроме Маттео Каркасси, который, хотя и пользовался одобрением публики, но не имел такой популярности. Гегемония Карулли продолжалась до середины 1820-х годов, когда большую популярность стал завоёвывать Фернандо Сор. В 1826 году Карулли с помощью парижского музыкального мастера Рене Лакота сконструировал и запатентовал необычный инструмент — десятиструнную гитару (названную им «декахордом»), для которой также написал учебное пособие.

## Творчество
Карулли — один из первых в истории сольных исполнителей на классической гитаре, его игра отличалась чистотой, красивым звучанием и виртуозностью. Он также имеет большое значение как композитор: его сочинения (более 400), написанные в стиле раннего итальянского романтизма, жизнерадостном, изящном и грациозном, входят в репертуар многих мировых исполнителей. В них композитор использует приёмы, заимствованные из практики современных ему скрипачей и пианистов — быстрые арпеджио, восходящие и нисходящие пассажи и др. Многие произведения Карулли имеют программу, то есть заявленное заранее содержание пасторального, мифологического, политического и др. характера: Соната «Великий Наполеон», «Взятие Алжира» и т. п. Перу композитора принадлежат многочисленные камерные ансамбли с гитарой — дуэты, трио, квартеты, песни и романсы для голоса и гитары. Помимо «Школы игры на гитаре» Карулли также написал ряд этюдов и учебных пьес, а также уникальное в своём роде руководство «Гармония применительно к гитаре», предназначенное для обучения правильному переложению музыки на гитару.

## Основные сочинения
Гитара соло
- Около 35 сонат и сонатин, в том числе соната «Великий Наполеон» (1807), «Гроза» (1809), Большая соната (1810) и др.
- Около 25 дивертисментов
- Багатели, фантазии, танцы, вариации, характерные пьесы, попурри
- Два рондо и дивертисмент для десятиструнной гитары

Концертные и камерные сочинения с гитарой
- Три концерта для гитары с оркестром
- Два соло для гитары и камерного оркестра
- Два ноктюрна для гитары и камерного оркестра
- Вариации для гитары и камерного оркестра
- Маленький квартет для гитары, флейты, скрипки и виолончели
- Маленький квартет для гитары, скрипки, альта и виолончели
- Около 20 трио для флейты, скрипки и гитары, двух скрипок и гитары, трёх гитар или скрипки, альта и гитары
- Многочисленные сочинения для двух гитар, скрипки и гитары, альта и гитары, флейты и гитары, гитары и фортепиано, арфы и гитары, ариетты и романсы для голоса и гитары и др.

Учебные и методические работы
- «Полная школа игры на гитаре» (1811, редакции и дополнения 1814, 1825 годов и др.)
- Сольфеджио для голоса и гитары (1822)
- «Гармония применительно к гитаре» (1825)
- «Импровизации» (1825)
- «Полная школа игры на десятиструнной гитаре» (1826)